# Цариградски гласник
Цариградски гласник су српске новине које су излазиле у Цариграду од 1895. до 1909. године. Први број тог врло напредног и квалитетног недељног листа, појавио се у суботу, 14. јануара 1895. године.
Власници: од бр. 1 (1895) Никодим Сп. Савић; од бр. 15 (1897) Коста Групчевић; од бр. 33 (1909) Темко Поповић. Излази сваког четвртка; од бр. 1 (1903) сваког петка
Одговорни уредници: од бр. 1 (1895) Никодим Сп. Савић; од бр. 15 (1897) Коста Групчевић; од бр. 1 (1908) Стојан Капетановић; од бр. 33 (1908) Темко Поповић; од бр. 33 (1909) Д. Стефановић. Уредници у листу били су и Сава Аврамовић, Светолик Јакшић и Иван Иванић. Послије броја 3 (1907) дошло је до прекида у излажењу листа усљед смрти уредника К. Групчевића. Од 1900. излазе и додаци уз поједине бројеве. У посљедњем броју 42 (10. октобра 1909) уредништво обавјештава читаоце о престанку излажења листа из техничких разлога. По Делфи Иванић, прави разлог укидања листа је био тај што су у Скопљу имали лист Вардар, орган српске народне организације.
Редакција листа се на почетку излажења налазила у Пери, у улици Куле-Капу бр.2, на првом спрату. Уредник је био Никодим Савић, а администратор Коста Групчевић. Штампање је радила Штампарија А. Зелића синова, у самом Цариграду. Током пожара у лето 1895. године умало нису страдали у великом пожару стан Савићев и редакција листа, те штампарија у којој је лист штампан.
Први оснивач, власник, одговорни уредник био је Никодим Савић (1865-1897), Србин родом из Пећи. Описменио се у Високим Дечанима код "аџи Лазе". Гимназију је завршио у Београду, а Трговачку школу у Солуну. Постао 1879. године сарадник београдског "Дневног листа", а када је покренут "Трговачки гласник" био му је уредник. Због болести је тражио лека у иностранству - у Паризу, Италији и Швајцарској. Затим је у Солуну покушао да покрене трговачки лист, док је био чиновник "Српске трговачке агенције". Сарађивао је у листовима "Српче" и "Дело", издавао трговачке брошуре. Године 1894. испунио му се сан када је покренуо свој лист "Цариградски гласник" у Цариграду. Савић је умро 6. априла 1897. године у 32. години живота. Ожалили су га супруга Љубица рођ. Берчић (са којом годину дана раније оженио, и није имао деце) и отац Спиридон.
Године 1895. лист се могао набавити у Цариграду на неколико места, по цени 20 пара "у сребру": у књижарници Лазара Крстића (Луксек калдрм), у дуванџиници преко пута Галата-сараја, у папетерији А. Зелића синова у Галати, у радњи Наума Гавриловића и дуванџиници до трамвајске станице Галата. Претплата се скупљала у многим местима Отоманског царства али и Србији (по цени 1 динар). Примерци су одлазили јануара 1895. године у Солун, Скопље, Призрен, Пљевља, Беране, Пећ, Београд, Ниш, Обреновац, Лесковац, Врање итд. Почетком 1896. године претплату је у Солуну скупљао Риста Протић књижар.